# Mastermind (Martinique Jason)
Martinique Jason, ook bekend als Mastermind, is een fictieve superschurk uit de strips van Marvel Comics. Ze maakte haar debuut in Wolverine/Gambit: Victims #2 (September 1995) en werd bedacht door Jeph Loeb en Tim Sale.
Martinique is de dochter van Jason Wyngarde, de eerste Mastermind, en de halfzus van Regan Wyngarde. Net als haar vader en halfzus is Martinique een mutant met de kracht om illusies op te wekken.

## Biografie
Martinique werkte samen met Arcade om Wolverine de schuld van een aantal moorden in Londen in de schoenen te schuiven. Een van de slachtoffers was een vriend van Gambit. Gambit vertrok naar Londen en werd door Martinique tegen Wolverine opgezet. Martinique verraadde Arcade uiteindelijk door hem een terugkerende nachtmerrie te geven.
Martinique sloot zich later aan bij de Brotherhood of Mutants geleid door Mystique. Deze Brotherhood probeerde een aanslag te plegen op Senator Robert Kelly, die op dat moment probeerde president van de Verenigde Staten te worden. De Brotherhood werd verslagen door de X-Men, en een stervende Pyro offerde zich op om Kelly te redden. Martinique werd bij het gevecht in een coma geplaatst door Cable.
Ze werd later uit een ziekenhuis gehaald door Multiple Man, om haar te kunnen gebruiken voor Banshee's paramilitaire mutanten politie-eenheid genaamd X-Corps. Martinique's krachten werden gebruikt om de superschurk leden van de groep, Blob, Avalanche en Fever Pitch onder controle te houden. Ze werd uiteindelijk ontwaakt door Mystique, die was geïnfiltreerd in de groep. De twee vrouwen “bevrijden” de schurken en vielen met hen Parijs aan. Ze werden door de X-Men verslagen.
Het is niet bekend of Martinique haar krachten heeft behouden na de gebeurtenissen uit House of M.

## Krachten
Net als haar vader en halfzus, is Martinique Jason een mutant met de gave om telepathisch zeer realistische illusies te creëren. Haar krachten werken niet op bewakingsapparatuur, aangezien ze geen effect hebben op machines.